# 迷戀妳
〈迷戀妳〉是英國歌手哈利·斯泰爾斯的單曲，由哥伦比亚唱片於2019年12月6日發行，收錄在斯泰爾斯第二張錄音室專輯《搖滾界線》。歌曲由斯泰爾斯、湯瑪斯·赫爾、泰勒·強森與艾米·阿倫共同創作。